# SR-Archiv österreichischer Popularmusik
Das SR-Archiv österreichischer Popularmusik (SRA) betreibt eine über das Internet abfragbare Datenbank mit Informationen zur österreichischen Popmusik und eine Sammlung von Tonträgern.
Die Datenbank umfasst nach eigenen Angaben über 500.000 Datensätze mit Informationen zu mehr als 28.336 Personen (Musiker, Fotografen, Layouter, …). 18.270 Tonträger (Vinyl, Kassetten, CDs, …), 119.666 Songs / Musiktitel, 15.219 Bands / Musikgruppen, 14.861 Artikel aus Magazinen (Reviews, Interviews, …), 5.722 Magazine, 3.501 Fotos von Alben, Musikern, Bands und mehr sind katalogisiert einsehbar. Laut Selbstbeschreibung verwendet das SRA eine „sehr 'breite' Auslegung des Begriffs Pop, aber ohne Sammlungs- und Forschungstätigkeit im Bereich Operette, Schlager, Volksmusik und Klassik“. Das Tonträgerarchiv geht bis in die 1950er Jahre zurück, deckt jedoch hauptsächlich Erscheinungen seit 1977 (dem Beginn der Punk-Ära) ab.
Begonnen hat das Archiv im Jahr 1993 als Projekt des Musikjournals skug mit dem Namen Skug Research. Im Jahr 1996 wurde das Projekt aus der Musikzeitschrift ausgegliedert und bekam 1997 seinen heutigen Namen. Von 1997 bis 2002 war das SRA beim Music Information Center Austria (mica) angesiedelt, seit 2002 ist es in eigenen Räumlichkeiten im Wiener Museumsquartier beheimatet.